# Broken, Beat & Scarred
«Broken, Beat & Scarred» — пісня американського метал-гурту Metallica, третя пісня на студійному альбомі Death Magnetic, який вийшов 3 квітня 2009 року. Сама пісня вийшла спочатку як сингл 19 березня.
Назву пісні виборов Ларс Ульріх в Джеймса Гетфілда.
Кліп вийшов 26 березня 2009 року. Вперше кліп вийшов на офіційному сайті групи. В кліпі показано те як гурт виконує свою пісню наживо. Режисер кліпу Вейн Ішем, який й до того працював з групою.